# Any Rags?
Any Rags? (¿Algunos trapos?), es un corto de animación estadounidense de 1932, de la serie Talkartoons. Fue producido por los estudios Fleischer y distribuido por Paramount Pictures. En el corto aparecen las estrellas del estudio: Betty Boop, Bimbo y Koko el payaso.

## Argumento
En este corto, Bimbo es un trapero que va recorriendo las calles con su carro lleno de trastos, que consigue con muy diversos métodos, no siempre todos ellos éticamente correctos. Al llegar al edificio donde reside Betty Boop, también le pide a ella algo que le sobre. Ella le lanza un gran saco.
Tras acabar su ronda, Bimbo subasta entre los concurrentes, Koko el payaso incluido, todo lo conseguido durante su jornada de trabajo. Dentro del saco entregado por Betty Boop encontrará una agradable sorpresa.

## Realización
Any Rags? es la trigésima primera entrega de la serie Talkartoons (dibujos animados parlantes) y fue estrenada el 2 de enero de 1932.
En el corto Bimbo canta "Any Rags?", un ragtime compuesto por Thomas S. Allen en 1903.